# Татагата
Татагата (санскрит, пали: Tathāgata) је израз којим је Готама Буда називао себе, према Пали канону. 
Један је од најчешћих назива за Буду, који уједно обележава и људско биће уопште.

## Будино учење
Један човек, када се у овом свету роди, рађа се на добробит многих, на срећу многих. Из саосећања са читавим светом, доноси добробит, доноси срећу и боговима и људима. А који је то човек? Татагата, поштовања достојни, потпуно пробуђени. То је човек који, када се у овом свету роди, рађа се на добробит многих, на срећу многих. Из саосећања са читавим светом, доноси добробит, доноси срећу и боговима и људима.— Буда
Насупрот надљудским особинама које су му приписивали његови ученици, Буда је као особине Татагате навео да он зна осећаје, опажаје и мисли "када настају, када трају, када нестају."

## Тумачења
Израз татагата, један од најчешћих и најтеже "дословно" преводивих назива за Буду. Назив Татагата је у неку руку парадоксалан и може имати два значења: "Такодошавши" и "Тако отишавши". Порекло овог термина и зашто је коришћен нејасно је.
Према напоменама најстаријих коментара, означава људско биће уопште, односно "сноп" или "гомилиште" пет састојака егзистенције. Некад се преводи и као Ослобођени.